# Giampaolo Dionisi Piomarta
Giampaolo Dionisi Piomarta conte (Verona, 12 febbraio 1886 – Brescia, 20 febbraio 1939) è stato un collezionista d'arte, e bibliofilo italiano.

## Biografia
Cadetto di una famiglia aristocratica veronese, si dedicò sin da giovanissimo allo studio delle lettere classiche e dell'archeologia, appassionandosi allo studio dell'archeologia partecipando a spedizioni in Perù, Cile, Bolivia, dove si interessò particolarmente al sito di Pumapunku e Brasile raccogliendo una significativa collezione artistica smembrata dopo la sua morte.
Trasferitosi nel 1913 in Sud America, nel 1914 sposò in Argentina per procura la calabrese Sofia Baffa Trasci dalla quale non ebbe eredi. Rientrato in Italia vide il matrimonio rovinarsi dopo pochissimo tempo, e concludersi con l'annullamento. Introdotto, però, proprio grazie alla moglie nel circolo del barone calabrese Giovanni Barracco ne divenne amico e consulente per l'imponente collezione Barracco, oggi conservata a Roma. Rientrato definitivamente in Europa dai viaggi nel continente americano partecipò quindi ad un viaggio nella valle dei Re. Appena sbarcato contrasse una febbre terzana a Il Cairo che ne debilitò notevolmente il corpo, costringendolo a rientrare in Italia. Ritiratosi a vita privata poco più che trentenne, morì a Brescia il 20 febbraio 1939..

## Pubblicazioni
- Reflexiones Psico-antropológicas sobre la Teogonìa andina, Buenos Aires Establecimiento Tipográfico de J. Weiss & Preusche, 1914
- Perspectivas de la Arqueología an Bolivia, Buenos Aires Establecimiento Tipográfico de J. Weiss & Preusche, 1914